# Adolf Roesicke (Unternehmer)
Friedrich Julius Adolf Roesicke (* 29. Oktober 1817; † 3. September 1886) war ein deutscher Einzelhandels-Kaufmann und Unternehmer. 1864 wurde er Eigentümer der Schultheiss’schen Brauerei, die er stark vergrößerte.

## Leben
Roesicke heiratete Pauline Goschenhofer, mit der er die Söhne Richard und Gustav bekam. Der Sohn von Richard, der Chemiker Adolf Roesicke, wurde nach seinem Großvater benannt.
Adolf Roesicke war zunächst Mitbesitzer der Wäsche-Geschäfts Goschenhofer & Roesicke, das in Berlin im Haus Leipziger Straße 58 ansässig war, und ab 1843 alleiniger Inhaber. Zu diesem Zeitpunkt waren in dem Geschäft etwa 600 Personen beschäftigt.
Im Mai 1864 kaufte er für 210.000 Taler von Jobst Schultheiss dessen Brauerei, die sich ursprünglich auf dem Grundstück Neue Jakobstraße 24–26 befand. Die kaufmännische Leitung übertrug er später seinem Sohn Richard. Unter Roesicke wurde die Produktion von obergärigem auf untergäriges Bier umgestellt. Drei Jahre nach dem Kauf wurde das weitere Brauereigrundstück Schönhauser Allee 39 um zehn Morgen Land auf zwölf Morgen erweitert; der Grunderwerb umfasste die Grundstücke Schönhauser Allee 36, 37 und 38, angrenzend an die Franseckistraße (die heutige Sredzkistraße) und die Tresckowstraße. Er verlegte den Hauptsitz der Brauerei dorthin. 1871 wurde die Brauerei für eine weitere Expansion in eine Aktiengesellschaft umgewandelt. Der Autor Otto Glagau kommentierte das einige Jahre später in seinem stark polemisierenden Buch über die Gründerkrise so: „Am 11. Juni 1870 explodirte das Actiengesetz, und nun kamen die übrigen Brauereien an die Reihe; eine nach der andern wurde „gegründet“. Wir classificiren sie, wie folgt [...]“ Glagau unterschied zwischen nicht zu bösen, ziemlich bösen, entschieden bösen und sehr bösen Gründungen. Die Schultheiss-Brauerei kam bei dieser Bewertung noch glimpflich weg und wurde unter die nicht zu bösen (Aktiengesellschafts-)Gründungen gerechnet. Neben Adolf und Richard Roesicke nannte er folgende Beteiligte: Kommerzienrat Wilhelm Herz, Konsul Gustav Müller, Konsul Georg Marchand, Kommerzienrat Benjamin Liebermann, Oscar Hainauer und Julius Schiff.
Bis 1873 wurde ein neues Sudhaus an der Franseckistraße errichtet. Mit der Einführung des Flaschenbiers 1880 stiegen sowohl die Produktions- als auch die Angestelltenzahlen. Das Unternehmen kaufte im milden Winter 1882/1883 eine Kältemaschine, so dass 1884 die bisherigen Eiskeller zu Lagerkellern umfunktioniert werden konnten. Die Umgestaltung der Schultheiss-Brauerei, die weiterhin diesen Namen trug, lag in den Händen des prominenten Berliner Architekten Franz Schwechten. Auch nach Adolf Roesickes Tod wurde das Unternehmen weiter ausgebaut.

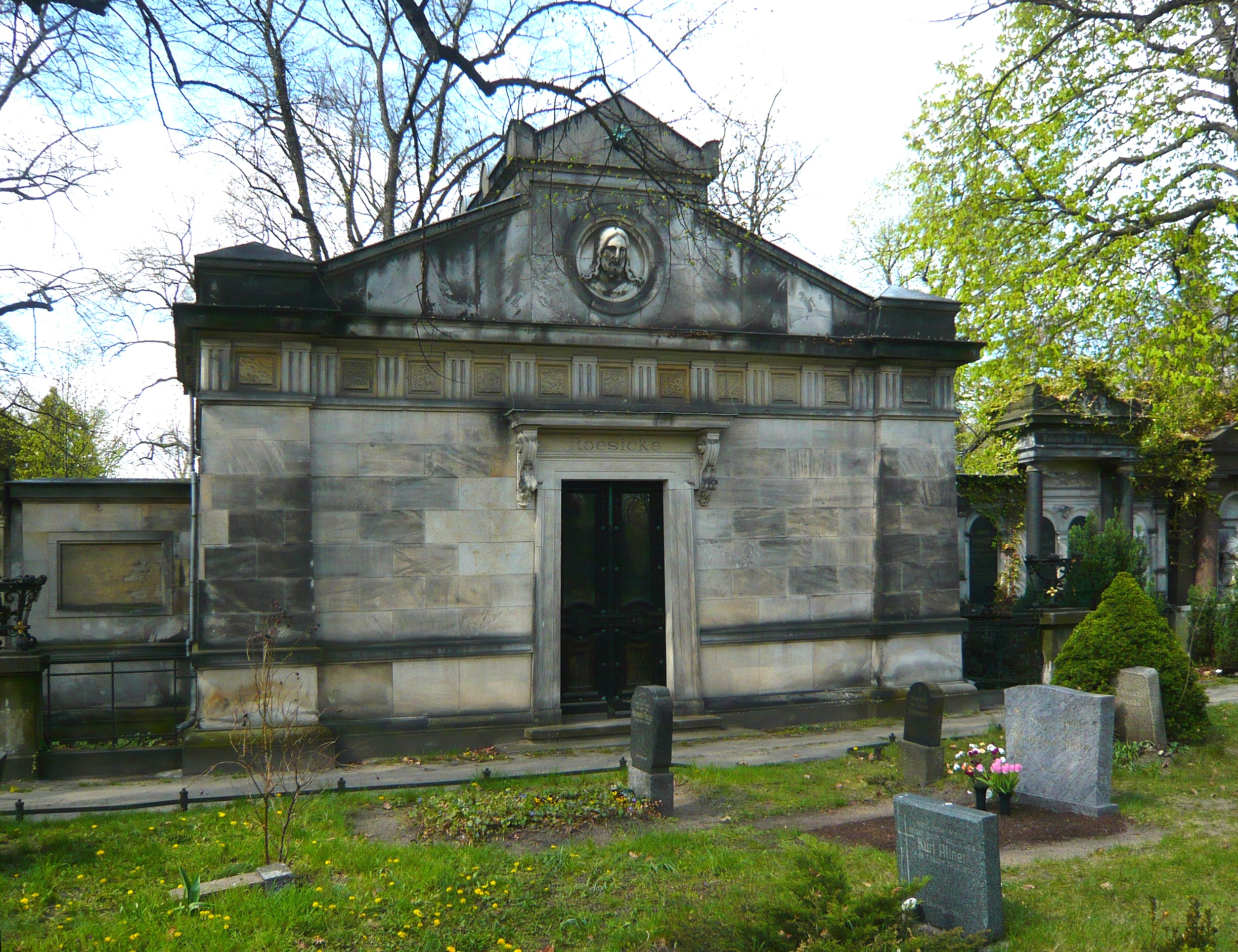
Mausoleum der Familie Roesicke

Adolf Roesicke wurde auf dem Berliner Friedhof der St.-Petri-Gemeinde bestattet. Das 1887 errichtete neoklassizistische Mausoleum wurde ebenfalls von Franz Schwechten entworfen.